# سمت
السَّمت (قيل ذو أصل رومي من semita وقيل أنها ذات أصل عربي من سَمَتَ أي قَصَدَ) هو زاوية بين مستوي مرجعي ونقطة، غالباً ما يقاس بالدرجة.
يستخدم السمت في العديد من العلوم التطبيقية مثل الملاحة، الفلك وعلم المساحة، وفي سلاح المدفعية، وفي نظرية الظلال. كلمة سمت العربية اقترضتها اللاتينية في العصور الوسطى ومن ثمّ دخلت معاجم كافة اللغات الأوروبية، وهي في الأساس تعني الطريق، وكانت تشير إلى وجهة السفن أو الأشخاص أثناء الترحال قديماً. السمت هو جزء من نظام الإحداثيات الأفقية.